# Чернавіно
Чернавіно (рос. Чернавино) — присілок у Волховському районі Ленінградської області Російської Федерації.
Населення становить 72 особи. Належить до муніципального утворення Староладозьке сільське поселення.

## Історія
Згідно із законом № 56-оз від 6 вересня 2004 року належить до муніципального утворення Староладозьке сільське поселення.

## Населення
| 2007 | 2010 | 2017 |
| ---- | ---- | ---- |
| 68   | ↗97  | ↘72  |